# Charles Louis Dabon
Charles Louis Dabon ou d’Abon, né le 6 août 1756 à Gap (Hautes-Alpes), mort le 28 février 1817 à Grenoble (Isère), est un militaire français de la Révolution et de l’Empire. 

## États de service
Né dans la famille d'Abon, il entre en service le 1er janvier 1775, comme lieutenant en second à l’école royale du génie de Mézières, il devient aspirant le 1er mai 1777, et il sort de l’école le 10 février 1782, avec le grade de lieutenant en premier.
Le 1er avril 1791, il reçoit son brevet de capitaine, et il fait les campagnes de 1792 à l’an II, à l’armée des Alpes. Durant cette période, il est désigné par le général Pellapra pour reconnaître plusieurs positions importantes, ouvrir la communication du col de Vers, et présider aux préparations pressantes de plusieurs places des Hautes-Alpes. Il est nommé chef de bataillon le 21 mars 1795, et il se voie confié la sous-direction du génie de Neuf-Brisach.
Muté à Strasbourg le 9 octobre 1795, il est chargé de diriger les travaux qui doivent faciliter le passage du Rhin à l’armée du général Pichegru. Le 9 novembre suivant, il reçoit du général Ferino l’ordre de se rendre à Boofzheim, pour y prendre le commandement du génie de la 2e division de l’armée du Rhin. Le 23 mai 1796, sous les ordres du général Vallier-Lapeyrouse, il est chargé de la démolition des places de Suze, Exilles, Caille, la Brunette puis Demont, et il est promu chef de brigade le 10 mars 1797.
Un an plus tard, le ministre de la guerre lui confie le commandement du génie de l’armée d’Italie, et il fait avec distinction les campagnes de l’an VII à l’an IX. Il assiste aux batailles des 26 mars, 5 avril, 11 et 15 juin 1799, à celle du 4 novembre 1799, et au blocus de Coni. En l’an X, il est appelé à la direction du génie de la 27e division militaire à Turin, et il est fait chevalier de la Légion d’honneur le 11 décembre 1803, puis officier de l’ordre le 14 juin 1804. Directeur des fortifications à Gap, il est admis à la retraite le 16 mars 1810.
Il devient maire de Gap le 16 avril 1814, et il refuse de recevoir Napoléon dans sa ville les 5 et 6 mars 1815. Il est titulaire de la croix de chevalier de Saint-Louis.
Il meurt le 28 février 1817, à Grenoble.

## Sources
- A. Lievyns, Jean Maurice Verdot et Pierre Bégat, Fastes de la Légion-d'honneur, biographie de tous les décorés accompagnée de l'histoire législative et réglementaire de l'ordre, t. 3, Bureau de l’administration, 1844, 529 p. (lire en ligne), p. 91.
- « Cote LH/644/45 », base Léonore, ministère français de la Culture
- Léon Hennet, État militaire de France pour l’année 1793, Paris, Siège de la société, 1903, p. 314.
- Charles Louis d’Abon sur roglo.eu
- Edmond Maignien, Généalogies et Armoiries Dauphinoises, Xavier Drevet éditeur, 1870, p. 10.